# هرم‌شناسی
هرم‌شناسی (انگلیسی: Pyramidology) اشاره به مجموعه ای از نظریات و گمانه‌های مختلفی دارد که به پیشینه اسرارآمیز و رازهای نهفته در اهرام بنا شده در تمدنهای باستانی می‌پردازند و از نظر بسیاری جنبه‌های شبه علمی و گاه حتی خرافی دارند.
در عمل این نظریات بیشتر سوی اهرام بزرگ مصر و به خصوص
هرم بزرگ جیزه متمرکز بوده و اما دیگر سازه‌های یادبود و از جمله بناهای باستانی آمریکای پیش از کلمبیا مانند هرم
اوکسمال را نیز مورد توجه قرار می‌دهند.
برخی از هرم‌شناسان محاسبات پیچیده ریاضی و
اخترشناسی را به مهندسی اهرام نسبت داده و حتی ادعا می‌کنند که پیش گویی رویدادهایی مانند
خروج بنی‌اسرائیل از مصر، تصلیب عیسی، جنگ جهانی اول و دیگر رویدادهای آینده مثل آرماگدون و پایان جهان از مدتها پیش با زبان رمز در دل هرم بزرگ جیزه ثبت شده‌اند.